# Orquestra Barroca Casa da Música
Das Orquestra Barroca Casa da Música ist ein portugiesisches Barockorchester mit Sitz in Porto. 
Das Ensemble wurde 2006 gegründet. Seine Hauptspielstätte ist die Casa da Música, künstlerischer Leiter ist der Dirigent und Cembalist Laurence Cummings.

## Geschichte, Ziele
Das Ensemble wurde gegründet, um musikalische Meisterwerke der Barockzeit in historisch informierter Aufführungspraxis vorzustellen. Bereits innerhalb des ersten Jahrzehnts nach der Gründung gelang es dem Orquestra Barroca – neben seinem Chefdirigenten Laurence Cummings – eine Vielzahl namhafter Barockdirigenten zu verpflichten: Rinaldo Alessandrini, Alfredo Bernardini, Fabio Biondi, Harry Christophers, Antonio Florio, Paul Hillier, Riccardo Minasi, Andrew Parrott, Rachel Podger, Christophe Rousset, Andreas Staier und Masaaki Suzuki. Weiters wurde eine Zusammenarbeit mit folgenden Vokal- und Instrumentalsolisten aufgebaut: Huw Daniel, Franco Fagioli, Alina Ibragimova, Roberta Invernizzi, Peter Kooij, Marie Lys und Dmitry Sinkovsky. Das Ensemble hat auch gemeinsam mit renommierten Chören musiziert, beispielsweise mit The Sixteen und mit dem Coro Casa da Música.
Das Orquestra Barroca spielt regelmäßig Hauptwerke des Barock wie das Salve Regina von Händel, die h-Moll-Messe von Bach, dessen Brandenburgische Konzerte und das Weihnachtsoratorium. Das Ensemble spielte auch bei der portugiesischen Erstaufführung von Händels Ottone und bei der Wiederentdeckung von de Almeidas L’Ippolito. Gastspiele führten das Ensemble nach Sintra, an die Opéra de Dijon, zu BASF nach Ludwigshafen am Rhein und in das Wiener Konzerthaus, mehrfach nach Spanien, nach Ourense, zum Festival de Música Antigua de Úbeda y Baeza und in den Palau de la Música Catalana in Barcelona, zum London Handel Festival und zu den französischen Barockfestivals von Sablé-sur-Sarthe und Ambronay.

## Repertoireschwerpunkte
| - Francisco António de Almeida - Charles Avison - Pedro António Avondano - Johann Sebastian Bach |  | - Georg Friedrich Händel - Joseph Haydn - Wolfgang Amadeus Mozart - Gottlieb Muffat |  | - Domenico Scarlatti - Carlos Seixas - Antonio Vivaldi |